# حمله‌های سیاه‌زخم سال ۲۰۰۱
حمله‌های سیاه‌زخم ۲۰۰۱، که با نام Amerithrax (ترکیبی از «آمریکا» و «سیاه‌زخم»)، در ایالات متحده طی چند هفته از ۱۸ سپتامبر ۲۰۰۱، یک هفته پس از حمله‌های تروریستی ۱۱ سپتامبر، آغاز شد. در این حمله‌ها، نامه‌های دارای اسپور سیاه‌زخم به چندین دفتر رسانه‌های خبری و سناتورهای دموکرات، تام دشل و پاتریک لیهی ارسال شد که باعث کشته شدن ۵ نفر و ابتلای ۱۷ نفر دیگر شد. به گفتهٔ اِف‌بی‌آی، تحقیقات بعدی انجام‌شده، «یکی از بزرگ‌ترین و پیچیده‌ترین بررسی‌ها در تاریخ اجرای قانون بود».
تمرکز اصلی در سال‌های اولیهٔ تحقیقات، استیون هتفیل، متخصص جنگ بیولوژیک بود که در نهایت، تبرئه شد. بروس ادواردز ایوینز، دانشمند آزمایشگاه‌های دفاع زیستی دولت در فردریک، مریلند، در حدود ۴ آوریل ۲۰۰۵ مورد سوءظن قرار گرفت. در ۱۱ آوریل ۲۰۰۷، ایوینز تحت نظارت دوره‌ای قرار گرفت. یک سند اِف‌بی‌آی بیان کرد که او ''یک مظنون بسیار حساس'' در حمله‌های سیاه‌زخم سال ۲۰۰۱ بود. در ۲۹ ژوئیهٔ ۲۰۰۸، ایوینز با مصرف بیش از حد استامینوفن خودکشی کرد.
دادستان‌های فدرال، در ۶ اوت ۲۰۰۸، بر اساس شواهد دی‌ان‌ای، ایوینز را تنها مجرم این پرونده اعلام کردند. دو روز بعد، سناتور چاک گرسلی و نماینده راش دی. هولت خواستار رسیدگی به پروندهٔ وزارت دادگستری و اِف‌بی‌آی در رسیدگی به تحقیقات شدند. اِف‌بی‌آی به‌طور رسمی تحقیقات خود را در ۱۹ فوریهٔ ۲۰۱۰ خاتمه داد.
در سال ۲۰۰۸، اِف‌بی‌آی از آکادمی ملی علوم درخواست بررسی روش‌های علمی مورد استفاده در تحقیقات خود را کرد که آکادمی نیز، یافته‌های خود را در گزارش سال ۲۰۱۱ منتشر کرد. این گزارش، نتیجه‌گیری دولت مبنی بر این‌که ایوینز عامل جنایت بوده است را مورد تردید قرار داد و دریافت که نوع سیاه‌زخم به‌کار رفته در نامه‌ها به درستی شناسایی شده است، اما شواهد علمی کافی برای ادعای اِف‌بی‌آی مبنی بر منشأ آن وجود ندارد. اف‌بی‌آی با اشاره به این‌که هیئت بازبینی، تأکید کرده است که تنها بر اساس علم، نمی‌توان به نتیجه‌گیری قطعی رسید، پاسخ داد و گفت که مجموعه‌ای از عوامل، باعث شد اف‌بی‌آی به این نتیجه برسد که ایوینز، عامل آن بوده است. برخی از اطلاعات در مورد پرونده و مشکلات روانی ایوینز، هنوز منتشر و افشا نشده است.
این حمله‌ها، یک هفته پس از حملات ۱۱ سپتامبر و تخریب مرکز تجارت جهانی در شهر نیویورک و آسیب رساندن به پنتاگون در آرلینگتون، ویرجینیا انجام شد.

## در رسانه‌ها

### تلویزیون
در قسمت ۲۴ از فصل ۴ مجموعهٔ درام-جنایی ذهن‌های جنایتکار به این پرونده ارجاع داده شده است.
فصل دوم سریال نشنال جئوگرافیک، The Hot Zone بر روی این حمله، متمرکز است.